# Кутєпова Ксенія Павлівна
Ксенія Павлівна Кутєпова (рос. Ксения Павловна Кутепова; нар. 1 серпня 1971, Москва, Російська РФСР) — радянська російська акторка театру і кіно. Заслужена артистка Російської Федерації (2004).

## Життєпис
Народилася 1 серпня 1971 року в Москві.
Разом з сестрою-близнючкою Поліною готувалася до кар'єри акторки з дитинства. Окрім сестри-близнючки, у неї є ще старша сестра Злата. Займалася в театральній студії та кіношколі. Разом сестри знялися у фільмах «Василь і Василиса» (1981), «Куди він дінеться» (1981) та «Рудий, чесний закоханий» (1984).
У 1993 році закінчила режисерський факультет Російського інституту театрального мистецтва (майстерня Петра Фоменко). з січня 1993 року працює акторкою Московського театру «Майстерня Петра Фоменка».

## Особисте життя
Чоловік — російський режисер Сергій Осипьян. Діти: син Василь (нар. 9 травня 2002 року) та дочка Лідія (нар. 15 червня 2005 року).

## Доробок

### Театр
- Віола, Себастьяна — «Дванадцята ніч», Вільям Шекспір
- Одосімова — «Володимир III ступеня», Микола Гоголь
- Майстриня модної крамнички — «Пригода», Марина Цвєтаєва
- Анфуса, Мурзавецька — «Вовки та вівці», Олександр Островський
- Княгиня Єлизавета Болконська, Соня, Жюлі Карагіна — «Війна і мир. Початок роману»
- Кендейсі — «Шум і лють», Вільям Фолкнер
- Гвендолен Ферфакс — «Як важливо бути серйозним», Оскар Вайльд
- Коломбіна — «Балаганчик», Олександр Блок
- Таня — «Таня-Таня». Ольга Мухіна
- Лізавета Богданівна — «Місяць у селі», Іван Тургенєв
- Ірина — «Три сестри», Антон Чехов

### Фільмографія
- 1981 — «Куди він дінеться!» — дочка Катерини
- 1981 — «Василь і Василиса» — дочка Василя і Василиси
- 1984 — «Рудий, чесний, закоханий» — Луїза, сестра Людвіга
- 1985 — «З нами не засумуєш» — Ірина
- 1992 — «У пошуках золотого фалоса» — Русакова
- 1993 — «Діти грають в Росію / Les enfants jouent à la Russie» — покоївка
- 1995 — «Дрібний біс» — Валерія, головна роль
- 2001 — «З новим щастям!-2» — Лєночка Куропатова
- 2003 — «Прогулянка» — Катерина II
- 2003 — «Убивча сила-5» — слідчий Голубєва
- 2007 — «Подорож з домашніми тваринами» — Наталя, головна роль
- 2009 — «Кромов» — Наталя Тарханова
- 2009 — «Перший будинок. Ближче, ніж здається …» —
- 2009 — «Тому що це я» — кіноальманах
- 2009 — «Незабаром весна» — Катерина, головна роль
- 2010 — «Доктор Тирса» — Анна Колєсникова, головна роль
- 2010 — «Хлопець з Марса» — Ліза, головна роль
- 2010 — «Явище природи» — Віра, юрист
- 2012 — «Біла гвардія» — Анна Володимирівна Турбіна
- 2012 — «Танець Делі» — головна роль
- 2012 — «Без свідків»  — Тетяна, психолог
- 2013 — «Три мушкетери» — мадам Кокнар
- 2014 — «Територія» — Сєргушова
- 2015 — «Гастролери» — Нийоле
- 2016 — «Сновиди», «Lunatics» — короткометражний
- 2016 — «Поліна», «Polina, danser sa vie»
- 2017 — «Найшла коса на камінь»
- 2018 — «Мертве озеро» — виробництві
- 2019 — «Ебігейл» — Маргарет Фостер

## Премії та нагороди
- 1993 — Володарка премії ім. В.Висоцького за роль у виставі «Шум і лють»
- 1996 — Спеціальний приз кращій молодій актрисі на театральному фестивалі «Контакт-1996» в Польщі (спектакль «Таня-Таня»)
- 2000 — Премії «Чайка-2000» у номінації «Деякі люблять гарячіше» в дуеті з Іллею Любимовим у виставі «Сімейне щастя»
- 2001 — Лауреатка Міжнародної театральної премії ім. К. С. Станіславського у номінації «Майстерність актора. Жіноча роль» у виставі «Сімейне щастя»
- 2002 — Лауреатка державної премії Росії
- 2004 — Лауреатка театральної премії «Чайка» у номінації «Синхронне плавання» за акторський ансамбль вистави «Три сестри»
- 2004 — Заслужений артист Російської Федерації
- 2005 — Премія «Кришталева Турандот»
- 2010 — Лауреатка Національної театральної премії «Золота маска».